# Ambassade d'Italie en Grèce
L’ambassade d'Italie en Grèce est la représentation diplomatique de la République italienne auprès de la République hellénique. Située à Athènes, sur l'avenue Vasilíssis Sofías, elle est localisée dans un bâtiment connu successivement sous les noms de Manoir Psycha, Palais Nicolas et Petit Palais. 

## Histoire de l'édifice
Construit vers 1885 par l'architecte Ernst Ziller, le bâtiment qui abrite aujourd'hui l'ambassade italienne à Athènes a pour premier propriétaire le banquier Stéphanos Psychas. Acquis par le prince Nicolas de Grèce et son épouse la grande-duchesse Hélène Vladimirovna de Russie en 1902, l'édifice est ensuite connu sous le nom de Palais Nicolas. À partir de 1924, le bâtiment devient une annexe de l'Hôtel Grande-Bretagne, qui le renomme Petit Palais,.
En 1930, le bâtiment est occupé par l'ambassade de Norvège. Trois ans plus tard, c'est au tour de l'ambassade italienne de s'installer dans ses locaux. Finalement, le gouvernement italien rachète l'intégralité du bâtiment en 1955.

## Architecture
De style néoclassique allemand, l'ambassade italienne associe des colonnes ioniques au rez-de-chaussée à des colonnes de style corinthien à l'étage.